# Az év magyar kézilabdázója
Az év magyar kézilabdázója címet 1964 óta ítéli oda a Magyar Kézilabda Szövetség. A díjat legtöbb alkalommal Kovács Péter (5) valamint Görbicz Anita (6) nyerte el.

## Díjazottak
| Év   | Férfiak           | Nők                     |
| ---- | ----------------- | ----------------------- |
| 1964 | Kovács László     | Romhányiné Tóth Mária   |
| 1965 | Kovács László     | Rothermel Anna          |
| 1966 | Marosi István     | Jányáné Bognár Erzsébet |
| 1967 | Kaló Sándor       | Hajek Károlyné          |
| 1968 | Simó Lajos        | Schmidt Jenőné          |
| 1969 | nem volt díjazott | nem volt díjazott       |
| 1970 | Simó Lajos        | Babos Ágnes             |
| 1971 | Vass Sándor       | Takácsné Giba Márta     |
| 1972 | Stiller János     | Babos Ágnes             |
| 1973 | Simó Lajos        | Bujdosó Ágota           |
| 1974 | Vass Károly       | Sterbinszky Amália      |
| 1975 | Varga István      | Bujdosó Ágota           |
| 1976 | Szilágyi István   | Sterbinszky Amália      |
| 1977 | Kovács Péter      | Sterbinszky Amália      |
| 1978 | Kaló Sándor       | Vanya Mária             |
| 1979 | Bartalos Béla     | Gódorné Nagy Marianna   |
| 1980 | Kovács Péter      | Gódorné Nagy Marianna   |
| 1981 | Kovács Péter      | Gódorné Nagy Marianna   |
| 1982 | Kovács Péter      | Gódorné Nagy Marianna   |
| 1983 | Kovács Péter      | György Anna             |
| 1984 | Hoffmann László   | Nyári Zsuzsa            |
| 1985 | Kovács Mihály     | Gódorné Nagy Marianna   |
| 1986 | Kovács Mihály     | Rácz Marianna           |
| 1987 | Marosi László     | Szilágyi Katalin        |
| 1988 | Marosi László     | Elekes Csilla           |
| 1989 | Iváncsik Mihály   | Kökény Beatrix          |
| 1990 | Sibalin Jakab     | Hang Györgyi            |
| 1991 | Horváth Attila    | Kökény Beatrix          |
| 1992 | Éles József       | Kocsis Erzsébet         |
| 1993 | Éles József       | Erdős Éva               |
| 1994 | Zsigmond György   | Kocsis Erzsébet         |
| 1995 | Gulyás István     | Kökény Beatrix          |
| 1996 | Pásztor István    | Mátéfi Eszter           |
| 1997 | Éles József       | Balogh Beatrix          |
| 1998 | Szathmári János   | Siti Beáta              |
| 1999 | Pásztor István    | Siti Beáta              |
| 2000 | Mohácsi Árpád     | Radulovics Bojana       |
| 2001 | Pásztor István    | Farkas Ágnes            |
| 2002 | Sterbik Árpád     | Farkas Ágnes            |
| 2003 | Pérez Carlos      | Pálinger Katalin        |
| 2004 | Pérez Carlos      | Pálinger Katalin        |
| 2005 | Pérez Carlos      | Görbicz Anita           |
| 2006 | Gál Gyula         | Görbicz Anita           |
| 2007 | Puljezević Nenad  | Görbicz Anita           |
| 2008 | Iváncsik Tamás    | Vérten Orsolya          |
| 2009 | Nagy László       | Vérten Orsolya          |
| 2010 | Iváncsik Gergő    | Pálinger Katalin        |
| 2011 | Pérez Carlos      | Szucsánszki Zita        |
| 2012 | Császár Gábor     | Tomori Zsuzsanna        |
| 2013 | Nagy László       | Görbicz Anita           |
| 2014 | Mikler Roland     | Görbicz Anita           |
| 2015 | Nagy László       | Szucsánszki Zita        |
| 2016 | Nagy László       | Szucsánszki Zita        |
| 2017 | Lékai Máté        | Görbicz Anita           |
| 2018 | Bodó Richárd      | Kovacsics Anikó         |
| 2019 | Bánhidi Bence     | Schatzl Nadine          |
| 2020 | Bánhidi Bence     | Bíró Blanka             |
| 2021 | Bánhidi Bence     | Márton Gréta            |
| 2022 | Rosta Miklós      | Klujber Katrin          |
| 2023 | Rosta Miklós      | Bíró Blanka             |
| 2024 | Imre Bence        | Klujber Katrin          |